# Miroslav Petrović (kulturni djelatnik)
Miroslav Petrović (Tuzla, 1962. – Tuzla, 20. listopada 2010.), hrvatski kulturni djelatnik iz Bosne i Hercegovine i visoki lokalni dužnosnik

## Životopis
Rođen se 1962. godine u Tuzli. U rodnom gradu završio Rudarskom fakultetu 1989. godine. Na istoj ustanovi magistrirao 1994., a doktorirao 1999. godine. U Njemačkoj se specijalizirao na Rudarskoj akademiji u Freibergu. Bio je izvanrednim profesorom i šefom katedre za pripremu i ispitivanje mineralnih sirovina i materijala. Bio je samoprijegorni i požrtvovni profesor. Premda se teže razbolio, odbio je otići u prijevremenu mirovinu. Njegov Rudarsko geološko građevinski fakultet izašao mu je tad u susret i omogući mu da takoreći iz doma drži predavanja i obrazuje studente.
Bio je predsjednik tuzlanskog ogranka HKD Napredak od 1996. do 2009. godine. Napredovao u hijerarhiji Napretka te je bio članom Središnje uprave HKD Napretka od 2005. do 2008. godine. Također je bio odbornikom Upravnog odbora društva Hrvatski dom od 1994. do 2004. godine. Od 2001. do 2004. godine u predsjedništvu soljanskog ogranka Matice hrvatske. Obnašao dužnost doministra obrazovanja, znanosti, kulture i športa Županije Soli od 1999. do 2000. godine.
U povodu njegove smrti 21. listopada je upriličena komemoracija u Narodnom kazalištu u Tuzli, ispraćaj ispred Komemorativnog centra u Tuzli te pokop na groblju Sv. apostola Filipa i Jakova na Breškama.

## Djela
Napisao je i objavio 54 znanstvena i stručna rada. Autor je dvaju sveučilišnih udžbenika te triju skripta za potrebe studenata Rudarsko-geološkog građevinskog fakulteta. Sudionik u izradi oko 20 projekata i studija.

## Nagrade
Dobio više nagrada i priznanja, među kojima i Tuzlansku plaketu.